# Luogotenenti governatori del Saskatchewan
Il Luogotenente governatore del Saskatchewan (in inglese: Lieutenant Governor of Saskatchewan, in francese: Lieutenant-gouverneur de la Saskatchewan) è il rappresentante del monarca nella provincia canadese del Saskatchewan. L'ufficio è stato istituito nel 1905, quando il Saskatchewan si è unito alla Confederazione canadese.

## Elenco
| Immagine                                    | Nome (Nascita–Morte)                                               | Mandato                                    | Monarca                                |                                        |
| Luogotenente generale del Saskatchewan      | Luogotenente generale del Saskatchewan                             | Luogotenente generale del Saskatchewan     | Luogotenente generale del Saskatchewan | Luogotenente generale del Saskatchewan |
| ------------------------------------------- | ------------------------------------------------------------------ | ------------------------------------------ | -------------------------------------- | -------------------------------------- |
|                                             | Amédée Emmanuel Forget (1847–1923)                                 | 1º settembre 1905 – 5 ottobre 1910         | Edoardo VII                            |                                        |
| Giorgio V                                   | Amédée Emmanuel Forget (1847–1923)                                 | 1º settembre 1905 – 5 ottobre 1910         |                                        |                                        |
|                                             | George William Brown (1860–1919)                                   | 5 ottobre 1910 – 6 ottobre 1915            |                                        |                                        |
|                                             | Richard Stuart Lake (1860–1950)                                    | 6 ottobre 1915 – 17 febbraio 1921          |                                        |                                        |
|                                             | Henry William Newlands (1862–1954)                                 | 17 febbraio 1921 – 31 marzo 1931           |                                        |                                        |
|                                             | Hugh Edwin Munroe (1878–1947)                                      | 31 marzo 1931 – 10 settembre 1936          |                                        |                                        |
| Edoardo VIII                                | Hugh Edwin Munroe (1878–1947)                                      | 31 marzo 1931 – 10 settembre 1936          |                                        |                                        |
|                                             | Archibald Peter McNab (1864–1945)                                  | 10 settembre 1936 – 27 febbraio 1945       |                                        |                                        |
| Giorgio VI                                  | Archibald Peter McNab (1864–1945)                                  | 10 settembre 1936 – 27 febbraio 1945       |                                        |                                        |
|                                             | Thomas Miller (1876–1945)                                          | 27 febbraio 1945 – 20 giugno 1945 (morto)  |                                        |                                        |
| Amministratore del Governo del Saskatchewan |                                                                    |                                            |                                        |                                        |
|                                             | William Melville Martin (1876–1870) Chief Justice del Saskatchewan | 20 giugno 1945 – 22 giugno 1945            | Giorgio VI                             |                                        |
| Luogotenente governatore del Saskatchewan   |                                                                    |                                            |                                        |                                        |
|                                             | Reginald John Marsden Parker (1881–1948)                           | 22 giugno 1945 – 23 marzo 1948 (morto)     | Giorgio VI                             |                                        |
| Amministratore del Governo del Saskatchewan |                                                                    |                                            |                                        |                                        |
|                                             | William Melville Martin (1876–1970) Chief Justice del Saskatchewan | 23 marzo 1948 – 24 marzo 1948              | Giorgio VI                             |                                        |
| Luogotenente governatore del Saskatchewan   |                                                                    |                                            |                                        |                                        |
|                                             | John Michael Uhrich (1877–1951)                                    | 24 marzo 1948 – 15 giugno 1951 (morto)     | Giorgio VI                             |                                        |
| Amministratore del Governo del Saskatchewan |                                                                    |                                            |                                        |                                        |
|                                             | William Melville Martin (1876–1870) Chief Justice del Saskatchewan | 15 giugno 1951 – 25 giugno 1951            | Giorgio VI                             |                                        |
| Luogotenente governatore del Saskatchewan   |                                                                    |                                            |                                        |                                        |
|                                             | William John Patterson (1886–1976)                                 | 25 giugno 1951 – 3 febbraio 1958           | Giorgio VI                             |                                        |
| Elisabetta II                               | William John Patterson (1886–1976)                                 | 25 giugno 1951 – 3 febbraio 1958           |                                        |                                        |
|                                             | Frank Lindsay Bastedo (1886–1973)                                  | 3 febbraio 1958 – 1º marzo 1963            |                                        |                                        |
|                                             | Robert Leith Hanbidge Template:Small                               | 1º marzo 1963 – 2 febbraio 1970            |                                        |                                        |
|                                             | Stephen Worobetz (1914–2006)                                       | 2 febbraio 1970 – 29 febbraio 1976         |                                        |                                        |
|                                             | George Porteous (1903–1978)                                        | 29 febbraio 1976 – 6 febbraio 1978 (morto) |                                        |                                        |
| Amministratore del Governo del Saskatchewan |                                                                    |                                            |                                        |                                        |
|                                             | Edward Milton Culliton (1906–1991) Chief Justice del Saskatchewan  | 6 febbraio 1978 – 22 febbraio 1978         | Elisabetta II                          |                                        |
| Luogotenente governatore del Saskatchewan   |                                                                    |                                            |                                        |                                        |
|                                             | Cameron Irwin McIntosh (1926–1988)                                 | 22 febbraio 1978 – 6 luglio 1983           | Elisabetta II                          |                                        |
|                                             | Frederick William Johnson (1917–1993)                              | 6 luglio 1983 – 7 settembre 1988           | Elisabetta II                          |                                        |
|                                             | Sylvia Olga Fedoruk (1927–2012)                                    | 7 settembre 1988 – 31 maggio 1994          | Elisabetta II                          |                                        |
|                                             | John E.N. Wiebe (1936–2007)                                        | 31 maggio 1994 – 21 febbraio 2000          | Elisabetta II                          |                                        |
|                                             | Lynda Maureen Haverstock (1948–)                                   | 21 febbraio 2000 – 1º agosto 2006          | Elisabetta II                          |                                        |
|                                             | Gordon L. Barnhart (1945–)                                         | 1º agosto 2006 – 22 marzo 2012             | Elisabetta II                          |                                        |
|                                             | Vaughn Solomon Schofield (1943-)                                   | 22 marzo 2012 – 21 marzo 2018              | Elisabetta II                          |                                        |
|                                             | William Thomas Molloy (1940–2019)                                  | 21 marzo 2018 – 2 luglio 2019 (morto)      | Elisabetta II                          |                                        |
| Amministratore del Governo del Saskatchewan |                                                                    |                                            |                                        |                                        |
|                                             | Robert G. Richards (1952–)                                         | 2 luglio 2019 – 18 luglio 2019             | Elisabetta II                          |                                        |
| Luogotenente governatore del Saskatchewan   |                                                                    |                                            |                                        |                                        |
|                                             | Russell Mirasty (?–)                                               | 18 luglio 2019 – in carica                 | Elisabetta II Carlo III                |                                        |